# Cis jacquemartii
Cis jacquemartii es una especie de coleóptero de la familia Ciidae.

## Distribución geográfica
Habita en Francia.